# فیفا خیابانی ۳
فیفا خیابانی ۳ (انگلیسی: FIFA Street 3) دومین بازی از سری بازی های فیفا خیابانی ساخته شرکت ای‌ای اسپورتس می باشد که برای کنسول های اکس‌باکس ۳۶۰، پلی‌استیشن ۳ و نینتندو دی‌اس در سال ۲۰۰۸ منتشر شد. 